# FIFA Soccer 95
 (juillet 2017).
Si vous disposez d'ouvrages ou d'articles de référence ou si vous connaissez des sites web de qualité traitant du thème abordé ici, merci de compléter l'article en donnant les références utiles à sa vérifiabilité et en les liant à la section « Notes et références ».
FIFA Soccer 95 est un jeu vidéo de football sorti en 1994 sur Mega Drive. Le jeu a été développé par Extended Play Productions et édité par EA Sports. À noter la présence d'un mode multijoueur permettant la présence de 1 à 4 participants et aussi l'un des premiers jeux de football "Fifa"
Ce jeu fut une révolution à l'époque puisqu'il fut le premier à intégrer des clubs professionnels en plus des quelques sélections nationales déjà présente dans FIFA International Soccer.
En effet, 5 championnats (Allemagne, Angleterre, Espagne, France et Italie) y était incorporés.
Toutefois, EA n'avait pas encore les droits et les licences pour les équipes et pour les noms des joueurs encore fantaisistes et il faudra attendre l'épisode suivant pour remédier à ce problème.